# Combate naval del Callao (1824)
El combate naval del Callao, del 7 de octubre de 1824, fue un enfrentamiento naval entre las escuadras combinadas del Perú y la Gran Colombia, al mando del almirante Martin Guisse, que bloqueaban el puerto del Callao, frente a la división naval española, que al mando del Capitán de navío Roque Guruceta, lucha y pone en fuga a los buques republicanos que consiguen huir.

## Antecedentes
Tras la sublevación de la guarnición del Callao, en febrero de 1824, el puerto y sus fortificaciones habían vuelto a manos del bando realista, cuyas unidades navales armadas apresuradamente por el gobernador del Callao, José Ramón Rodil, se encontraban en una clara inferioridad material frente a los buques peruanos y colombianos que bloqueaban el puerto.
Esta situación se revertiría en 1824 con el arribo de la división naval española al mando de Roque Guruceta, quien traía consigo el navío de línea Asia de 74 cañones y el bergantín Aquiles, ambos con marinería experimentada en la travesía, aunque agotada tras una largo recorrido por el Atlántico Sur, que tiene su origen en Cádiz, se detiene en las Islas Malvinas, y cruzan el Cabo de Hornos, motivo por el que tuvieron que permanecer ancladas en el puerto de Ancud para poder ser carenadas y reemprender su crucero por el Mar del Sur. El 12 de septiembre la división naval española penetra en el puerto del Callao sin que los disparos de la escuadrilla de Guisse pudieran impedirlo.
No obstante su aparente inferioridad material, y con la finalidad de sacar a las naves españolas refugiadas fuera del apostadero, Guisse fondeó con sus barcos en la cercana isla San Lorenzo, en actitud desafiante, e invitando a la fuerza naval de Guruceta a abandonar el amparo de las fortificaciones de tierra. Al día siguiente, el capitán de navío español zarpa del puerto, ya sea por sus planes anteriores de una salida al mar según refiere en su parte naval, o para castigar la osadía de los patriotas, según refiere la Historia Naval del Perú.

## El combate
A las 6 de la mañana, luego de reforzar la dotación con una guarnición de sus buques con 200 infantes del Regimiento "Arequipa", al mando del brigadier Mateo Ramírez, el comandante Guruceta sale de puerto a borde de su buque insignia Asia, con una división de cinco naves, que incluyen, el navío, una corbeta y tres bergantines, en dirección al lugar donde estaban fondeados los buques patriotas.
Apercibido de la maniobra realista y al ver que el Asia le tomaba el barlovento, Guisse viró sobre el navío enemigo aguardando que las naves colombianas Pichincha y Guayaquileña vinieran en su apoyo. Ninguna de ellas obedeció las señales recibidas, porque ya estaban huyendo. El combate se centró de esta manera entre el navío español Asia contra la fragata Protector y el bergantín Chimborazo. Este último recibió tres impactos en su débil casco y se vio obligado a retirarse del combate llevando un herido. El buque español procedió a dar caza cañoneando desde proa a la fragata Protector, que a toda vela trataba de escapar, haciendo disparos desde su popa. La persecución del Asia, centrado en capturar la Protector, duró dos horas hasta que el buque patriota, por su mayor andar, consiguió huir del escenario de la batalla haciendo uso de todo su aparejo. La Protector por su parte tuvo 2 muertos y 8 heridos, mientras que el Asia sufrió un muerto y 2 heridos. El navío español viró de regreso al puerto considerando Guruceta indecoroso ocuparse de los buques menores, tras siete horas de cañoneo, y sin poder finalmente capturar a la fragata patriota Protector.

## Consecuencias
La división naval española rompe el bloqueo naval del Callao y confirma su superioridad de fuego, pero no consiguen hundir o capturar la fragata patriota Protector que consigue huir del escenario de la batalla. Tras este combate, el 20 de octubre Guruceta zarpó al sur, al puerto de Quilca, para tomar noticias de las operaciones militares que el virrey La Serna llevaba a cabo contra el ejército de Sucre.

## Sucesos tras la capitulación de Ayacucho
Roque Guruceta, tras informarse de la capitulación de Ayacucho, desembarca en tierra la tropa auxiliar del regimiento Arequipa, y sin tocar en el Callao, deja las costas del Perú con destino a Filipinas, con el puerto de Manila en poder español. Durante el trayecto se sublevan las tripulaciones de marineros, en su mayoría americanos, que entregan el Asia al gobierno mexicano y el bergantín Aquiles al gobierno chileno. El navío Asia apresado, tras remontar la ruta del cabo de Hornos, llega a Veracruz, pero el comodoro de la flota de ese país, David Porter, decide dar de baja el buque, en estado ya inservible para las operaciones bélicas.
En opinión del marino francés Gabriel-Pierre Lafond, presente los últimos años de la contienda, y desconocedor que la resistencia del Callao por una cláusula secreta del tratado se había dejado fuera de la capitulación de Ayacucho, ha considerado que los buques españoles debían permanecer en el puerto Callao, apoyando la guarnición sitiada.